# Jüdischer Friedhof (Pryborschawske)
Koordinaten: 48° 20′ 18,5″ N, 23° 13′ 16,8″ O

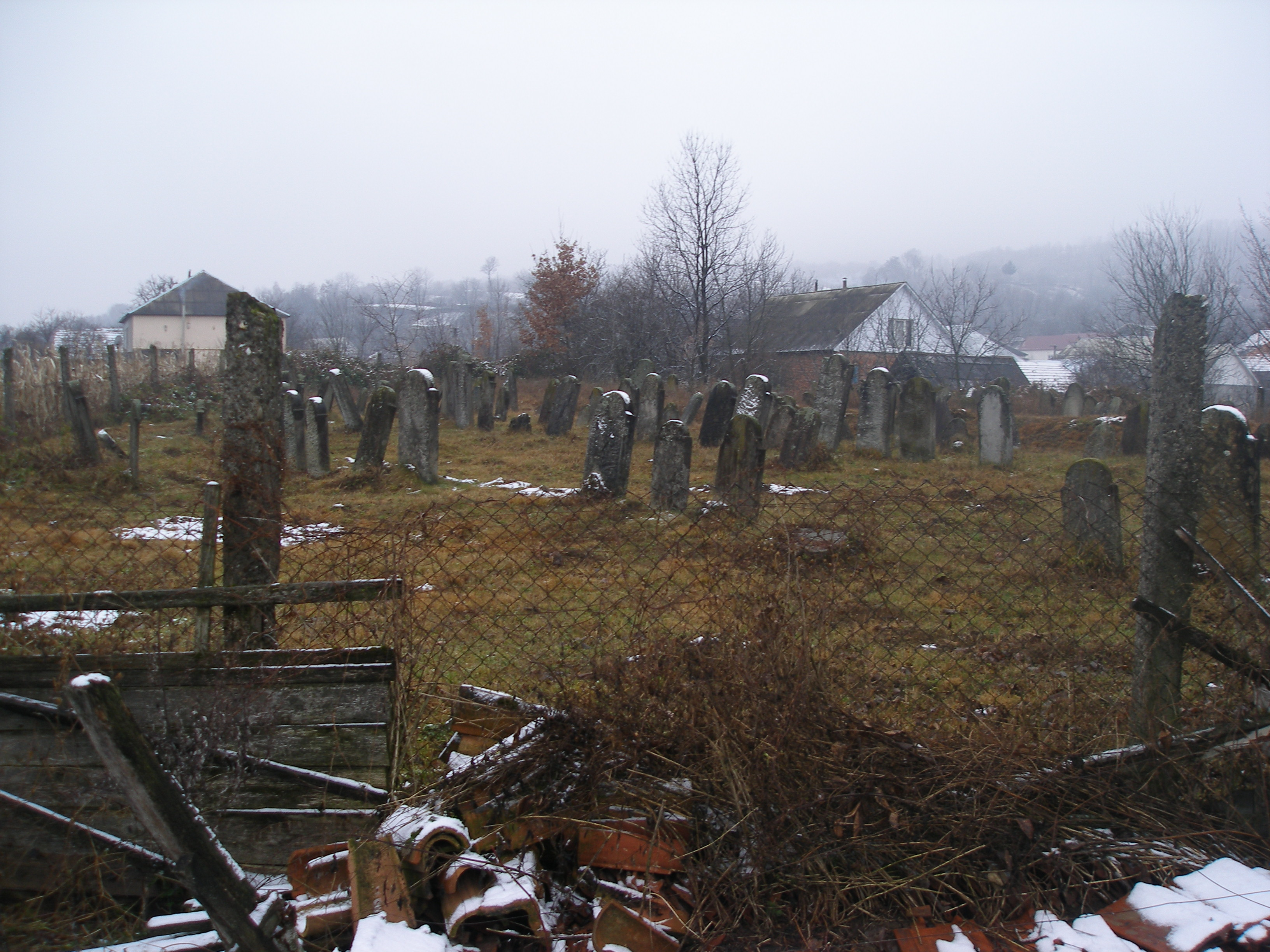
Jüdischer Friedhof Pryborschawske (2011)

Der Jüdische Friedhof Pryborschawske liegt in Pryborschawske, einem Ort im Dorf Dowhe im Rajon Chust in der Oblast Transkarpatien im Süden der Westukraine. Auf dem jüdischen Friedhof sind zahlreiche gut erhaltene Grabsteine vorhanden.